# Scaptomyza phryxothrix
Scaptomyza phryxothrix är en tvåvingeart som beskrevs av Hardy 1965. Scaptomyza phryxothrix ingår i släktet Scaptomyza och familjen daggflugor. Inga underarter finns listade i Catalogue of Life.